# 3519 Ambiorix
A 3519 Ambiorix (ideiglenes jelöléssel 1984 DO) a Naprendszer kisbolygóövében található aszteroida. Henri Debehogne fedezte fel 1984. február 23-án.